# Universidad Federal del Valle de San Francisco
La Universidad Federal del Valle de São Francisco (en portugués: Universidade Federal do Vale do São Francisco, UNIVASF) es una universidad pública brasileña. Tiene su sede en Petrolina y campus en los municipios de Juazeiro, Senhor do Bonfim y Paulo Afonso, Bahía; Petrolina y Salgueiro, Pernambuco; y São Raimundo Nonato, Piauí. En 2019, se inscribió a un total de 6.211 estudiantes en todos los campus en 31 programas de estudio.
En 2019, Folha de São Paulo la ubicó en el puesto 106 a nivel nacional, con su programa de ciencia animal entre los 25 primeros.

## Historia
La UNIVASF fue creada con una ley federal aprobada el 27 de junio de 2002, con el mandato de operar a través de las fronteras estatales en el históricamente subdesarrollado semiárido Sertón del noreste de Brasil. La universidad inició operaciones en 2004. Desde 2015, su escuela de medicina está afiliada a un hospital universitario en Petrolina: el Hospital Universitário da Universidade Federal do Vale do São Francisco.